# Гидроксохлорид алюминия
Гидроксохлорид алюминия — неорганическое соединение, основная соль, имеющая формулу Aln(OH)(3n-m)Clm. Применяется в дезодорантах, антиперспирантах и как коагулянт при очистке воды.

## Получение
Коммерческий способ получения гидроксохлорида алюминия заключается в обработке металлического алюминия соляной кислотой. Так же в качестве сырья может использоваться хлорид, сульфат и гидроксид алюминия. Продукты реакции могут содержать также хлориды калия, магния или кальция.

## Использование оксихлорида алюминия
Гидроксохлорид алюминия является одним из самых используемых действующих веществ в антиперспирантах. Также используется для осаждения взвешенных органических веществ при очистке сточных вод.